# Kate & Anna McGarrigle
Kate & Anna McGarrigle — канадский фолк-дуэт, состоявший из сестёр Кейт и Анны Макгерригл. Существовал с 1974 по 2010 год, распавшись в связи со смертью Кейт.
Сёстры начали карьеру в составе канадского квартета Mountain City Four. Известность вне Канады получили сначала как авторы песен, когда Мария Малдор записала композицию Кейт «The Work Song», а Линда Ронстадт сочинённую Анной «Heart Like a Wheel». Позже продюсер Джо Бойд был впечатлён не только композиторским талантом, но и вокальными гармониями сестёр и помог им получить контракт с лейблом Warner Bros. Records на запись альбома. Их первые лонгплеи — Kate & Anna McGarrigle (1976) и Dancer with Bruised Knees (1977) — считаются критиками наиболее удачными.
Несмотря на признание прессы, сёстры не добились серьёзного успеха в чартах из-за своих специфических принципов. Дуэт дистанцировался от музыкальной индустрии, считая, что она соблазняет и привязывает к себе артистов, и редко гастролировал, стараясь проводить больше времени с семьями. Помимо этого, сёстры уклонялись от активного продвижения своей музыки и не хотели подгонять её под маркетинговые категории, а на концертах придерживались вольной манеры исполнения, которую критики называли искренней, домашней, любительской и небрежной.
Коммерчески сёстры состоялись прежде всего как авторы песен, которые, кроме Ронстадт и Малдор, записывали Эммилу Харрис, Элвис Костелло, Джуди Коллинз, Марианна Фейтфулл, Нана Мускури, Билли Брэгг и другие артисты. Среди их наиболее известных композиций: «Heart Like a Wheel», «(Talk To Me of) Mendocino», «The Work Song» и «Tell My Sister». Дуэт сочинял песни как на английском, так и на французском языках; лирические, а иногда язвительные, эти произведения затрагивали темы любви, семьи, старения и повседневных радостей — возвращения домой или прогулок.
Также сёстры известны своими вокальными гармониями и были востребованы в качестве бэк-вокалисток в альбомах других артистов. В период своего существования дуэт выпустил 10 студийных альбомов. За творческую деятельность сёстры удостоены высшей гражданской награды своей страны — Ордена Канады (1993), а также Премии генерал-губернатора (2004) и дважды становились лауреатами «Джуно» (1997; 1999). После распада дуэта, его музыкальные традиции во многом сохраняют и продолжают Руфус и Марта Уэйнрайт, которые являются соответственно сыном и дочерью Кейт и племянником и племянницей Анны.

## История

### Ранние годы

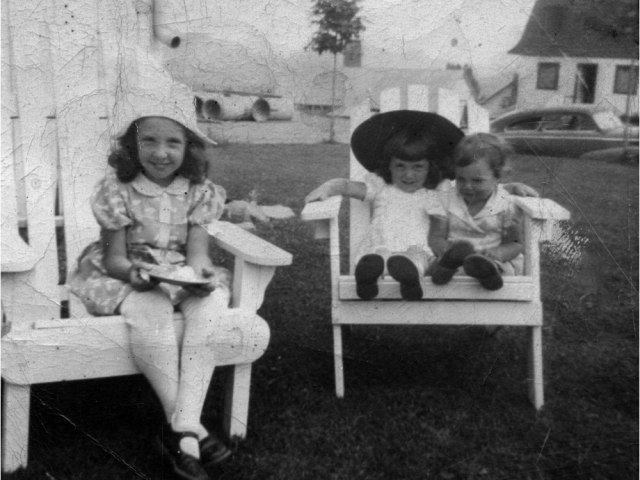
Джейн, Анна и Кейт Макгерригл, 1948 г.

Анна и Кейт Макгерригл родились соответственно 4 декабря 1944 года и 6 февраля 1946 года в городе Монреале, канадской провинции Квебек. Помимо них, в семье уже была старшая сестра — Джейн Макгерригл (род. 1941), которая впоследствии помогала дуэту в развитии музыкальной карьеры. Отец сестёр, Фрэнк Макгерригл — канадский ирландец и пианист, а их мать Гэбриэль — франкоканадская скрипачка, игравшая в оркестре передачи The Bell Telephone Hour. Вскоре после рождения Кейт семья из-за эмфиземы отца переехала в климатически более благоприятный посёлок Сен Совер де Мон в Лаврентийских горах. Между собой семейство общалось на английском языке, однако в соответствии с франкофонскими традициями по линии матери, сёстры получили начальное образование в расположенной там же в Сен Совер де Мон католической школе École Marie-Rose, выучив в стенах учреждения французский. Там же под руководством монашек они освоили фортепиано.
Под влиянием родителей они выросли на популярных песнях Стивена Фостера, музыке из бродвейских мюзиклов и шансоне. В семье было также много музыкальных инструментов — цитра, банджо, гитары, фортепиано. Их отец играл песни на старом пианино Steinway 1883 года, а сёстры учились гармонизировать вокальные партии. В качестве дополнительного стимула он давал им по пять канадских центов за каждую разученную гармонию. «Музыка присутствовала в доме постоянно. Во время вечеринок кто-нибудь вставал и начинал петь, а отец аккомпанировал и подпевал. Было множество друзей и родственников и каждый поднимался и исполнял свою песню», — вспоминает Кейт. Несмотря на происхождение отца, сёстры не были знакомы с ирландской музыкой и больше знали творчество Эдит Пиаф, Карла Перкинса и The Everly Brothers. Поп-музыку и рок-н-ролл они слушали благодаря слабому сигналу радиостанции WWVA из Западной Виргинии, который проходил через границу по ночам в ясную погоду. Когда их старшая сестра Джейн закончила обучение в школе-интернате в Онтарио и вернулась домой, она познакомила сестёр с новыми для них музыкальными влияниями — фолком, кантри и блюзом.

### В составе Mountain City Four
Старшие классы сёстры окончили в Town of Mount Royal Catholic High School в Монреале. К тому моменту они уже были большими поклонницами фолк-музыки. Сначала они исполняли кавер-версии композиций The Kingston Trio, затем песни Юга США начала XX века и стали регулярно появляться на городской фолк-сцене: от университетских концертов в Loyola College до выступлений в маленьких кофе-хаусах в Кот-де Нэж, которые считаются колыбелью монреальского фолка. Посетив в начале 1960-х годов концерт Пита Сигера, они решили собрать собственную группу. Подходящую компанию они нашли в клубе Finjan в Монреале, где часто выступали американские артисты: Боб Дилан, Сонни Терри, Брауни Макги, Джон Ли Хукер, Джош Уайт. Там они познакомились с Питером Уэлдоном и Джеком Ниссенсеном, с которыми в 1962 году создали квартет Mountain City Four. «Мы попали на фолк-сцену благодаря записям Джоан Баэз и Боба Дилана. Но когда мы встретили Ниссенсона и Уэлдона, они показали нам музыку, которая является первоисточником и сказали: „Забудьте про Джоан Баэз! Всегда обращайтесь к первоисточникам. Не копируйте стили, учите оригинальную музыку“. Думаю, поэтому у нас есть своё звучание. Мы не пытались никого копировать, возможно, кроме Дилана, которого старались имитировать время от времени все», — отмечала Кейт важность влияния на неё и Анну коллег по группе.
Коллектив стал одной из ведущих фолк-групп Монреаля, исполняя как народное творчество, так и современные фолк-песни, а также франко-канадский шансон вроде «V’La L’Bon Vent». В 1966 году группа участвовала в создании саундтрека для документального туристического фильма Helicopter Canada, который был впоследствии номинирован на Оскар, как лучший документальный фильм. Тем не менее коллектив оставался для сестёр прежде всего любительским занятием. У них не было амбиций становиться профессиональными музыкантами, поэтому они отклонили предложение промоутера из Нью-Йорка, когда тот объяснил, что для достижения успеха им придётся больше улыбаться и вытащить руки из карманов. Продолжая выступать с Mountain City Four, сёстры поступили в колледжи: Кейт училась на инженера в Университете Макгилл, а Анна на художника в Школе изящных искусств Монреаля. Группа продолжала появляться регулярно в кофе-хаусах города, таких ка Seven Steps и Café André, где сформировалось сообщество единомышленников, среди которых был будущий автор песен для мюзикла «Волосы» Галт Макдермот, будущий муж Анны Дэйн Лэнкен, а также автор песен и гитаристка Рома Бэран. В Университете Макгилл Кейт встретила поэта-песенника Филиппа Татартчефф, который впоследствии стал частым соавтором сестёр.

### Успех как авторов песен
В 1968 году после окончания колледжей пути сестёр разошлись: Кейт хотела продолжать выступать, в то время как Анна отошла от концертов и работала в социальной службе. Кейт и Рома Бэран отправились в Нью-Йорк и в Гринвич-Виллидж сформировали дуэт. Там они выступали в известных тогда заведениях The Gaslight Cafe и Gerde’s Folk City. В это время в Монреале Анна начала писать песни, и первой из них была «Heart Like a Wheel». Плёнку с записью она отправила Кейт, которая включила композицию в репертуар своего дуэта. В 1970 году Кейт познакомилась с автором-исполнителем Лаудоном Уэйнрайтом — третьим, который впечатлил её своим выступлением в The Gaslight Cafe и годом позже стала его женой. Таким образом было положено начало известной музыкальной династии Уэйнрайтов-Макгерриглов. К началу 1970-х Кейт и Рома набрали популярность на фолк-фестивалях и Кейт стала сочинять собственные песни. Среди них — популярные впоследствии номера «The Work Song» и «(Talk to Me of) Mendocino».
Хотя в этот период сёстры жили в разных городах, они время от времени встречались дома в Сен Совер де Мон и пели вместе. Впервые они привлекли внимание широкой публики, когда их композиции начали исполнять известные артисты, в частности Мария Малдор и Линда Ронстадт. С первой после переезда в Нью-Йорк познакомилась Кейт. Послушав домашнюю плёнку сестёр, певица взяла на заметку сочинённый Кейт трек «The Work Song» и записала его для своего дебютного альбома Maria Muldaur (1973), ставшего золотым в США. В ходе выступления Кейт и Ромы на Philadelphia Folk Festival песню Анны «Heart Like a Wheel», которой дуэт обычно закрывал свои концерты, услышал Джерри Джефф Уокер и был впечатлён. Будучи знакомым Ронстадт, он рассказал ей про композицию, напев мотив из припева, и артистка выразила желание записать её для своей грядущей пластинки. В результате Уокер связался с Кейт и она отправила ему катушки с этой и несколькими другими песнями. В конечном счёте «Heart Like a Wheel» стала заглавным треком на популярном лонгплее Ронстадт 1974 года, возглавившем чарты Top Country Albums и Billboard 200. На фоне успеха данного релиза к сёстрам начали проявлять интерес рекорд-лейблы.

### Появление дуэта
Между тем Мария Малдор решила записать ещё одну песню с демозаписи сестёр — «Cool River». Её продюсер Джо Бойд, послушав плёнку, был впечатлён вокальными гармониями и пригласил Кейт принять участие в записи альбома. Она предложила также позвать свою сестру, но Бойд решил, что в этом нет необходимости, ошибочно полагая, что двухголосие на плёнке записала одна Кейт путём наложения. Однако узнав, что песня «Cool River» написана Анной, а второй голос на записи именно её, он понял, что сёстры связаны неразрывно и пригласил обеих. По мере роста их известности как авторов песен, Бойд увидел в Кейт и Анне самодостаточных артистов и решил, что они могут быть интересны Warner Bros. Records. Его коллега и одновременно один из руководителей данного лейбла, Ленни Уоронкер, поддержал эту идею и выделил им студийное время для записи демо. Таким образом, в мае 1974 года сёстры оказались в Лос-Анджелесе, записывая в студии демо для Warner Bros. Records. Хотя за исключением простых домашних записей они не пели вместе со времён Mountain City Four, работа прошла успешно и сёстры получили контракт. По словам Кейт, именно тогда, в 1974 году, возник дуэт Kate & Anna McGarrigle.

### Начало и пик карьеры
В 1975 году они приступили к записи дебютного альбома в Голливуде. Рекорд-лейбл вложил в дуэт около $120 тыс., нанял для них топовых студийных музыкантов (Лоуэлл Джордж, Стив Гэдд, Тони Левин) и поселил девушек вместе с членами семьи в отель Шато Мармон на Бульваре Сансет. Однако запись сопровождалась сложностями — Кейт и Анна имели чёткое понимание, чего они хотят, но свои представления об образе и стиле дуэта были также у продюсеров и лейбла, которые не могли договориться между собой. Центром альбома стали песни «Heart Like a Wheel» и «(Talk to Me of) Mendocino», которые задавали тон пластинке как «домашней» и «народной» записи в духе семейных традиций Макгерриглов. Между тем продюсер Грег Престопино был настроен на поп-звучание без традиционных аранжировок; второй продюсер Джо Бойд стремился к электрическому фолк-рок-саунду, а Warner Bros. Records видели в сёстрах чувственных девушек-пианисток в стиле Лоры Ниро. В итоге их дебютный альбом Kate & Anna McGarrigle (1976) имел разноплановый стиль, сочетая влияния народной музыки, фолк-рока, госпела, блюза с лирическими, а иногда шутливыми песнями. Помимо «Heart Like a Wheel» и «(Talk to Me of) Mendocino», альбом содержал такие классические композиции дуэта как «Tell My Sister» и «Swimming Song» (последняя была написана Лаудоном Уэйнрайтом — третьим).
Между тем после записи альбома разногласия артисток с лейблом продолжились: прежде чем выпускать альбом, Warner Bros. Records в качестве подготовки к масштабному национальному туру в поддержку релиза организовали сёстрам трёхнедельную серию шоу в бостонском Inn Square Men’s Bar с профессиональной аккомпанирующей группой. Эти выступления дуэта приносили $250 в неделю, хотя рекорд-компании приходилось тратить $400 только на то, чтобы Макгерриглы оставались в программе заведения. Тем не менее лейбл не жалел средств и даже нанял сёстрам дизайнера одежды, чтобы поработать над их имиджем, но в итоге дуэт сорвал все планы компании. Девушкам не нравилось звучание наёмной группы и организация её работы, утомительные репетиции и чрезмерная финансовая обходительность Warner Bros. Records, и они решили, что не хотят продолжать в таком духе и под предлогом беременности Кейт отменили весь предстоящий тур. «Полагаю, это было очень непрофессионально с нашей стороны, но так мы были воспитаны — у нас есть твёрдое понимание, как нужно действовать», — отмечала Кейт. В результате к моменту выхода альбома в США в феврале 1976 года лейбл фактически поставил на дуэте крест.
После релиза пластинки сёстры дали единственный североамериканский концерт в её поддержку — в Монреале, совместно с друзьями из Mountain City Four. Альбом в итоге не смог добиться в США коммерческого успеха и симпатий широкой публики, но завоевал признание американских критиков. Так, журнал Stereo Review наградил Kate & Anna McGarrigle как альбом года, а в ежегодном рейтинге лонгплеев газеты The New York Times релиз занял строчку № 2. Между тем неожиданно для дуэта и Warner Bros. Records диск оказался крайне востребован публикой в Великобритании, и на этом фоне сёстры даже согласились поехать в британское турне. Лейбл теперь уже не вкладывал в них существенных денег, оплачивая лишь базовые транспортные расходы. С собой Макгерриглы на этот раз взяли аккомпанирующую группу из Монреаля, собранную из числа их друзей. Последние, по словам Кейт, не обязательно были великолепными музыкантами, но зато являлись «своими людьми», с которыми комфортно работать. Британской прессе и аудитории в итоге пришлась по вкусу любительская, небрежная и неотрепетированная манера исполнения сестёр и их музыкантов, которая в сочетании с чувственным, искренним и чистым пением, по мнению критиков, придавала дуэту сельский шарм, а его выступлениям — атмосферу домашних концертов. На этом фоне редакция британского журнала Melody Maker выбрала Kate & Anna McGarrigle лучшим рок-альбомом 1976 года, а издание NME поставило релиз на строчку № 7 в своём списке лучших пластинок года.
В 1977-м сёстры выпустили свой второй альбом — Dancer with Bruised Knees. Он был выполнен в более традиционном стиле, содержал более прямолинейные и менее поэтичные композиции и был в целом хуже принят публикой. Как и дебютная работа он получил признание критиков и провалился коммерчески. Сами сёстры также не были в восторге от альбома из-за отсутствия желаемой эмоциональной глубины, целостности и проработки материала. Изначально они хотели сотрудничать с Грегом Престопино, но поскольку он ранее превысил бюджет, лейбл допускал такой вариант только при записи под контролем — в Калифорнии и с местными профессиональными музыкантами, чего сёстры категорически не хотели. В итоге альбом был записан в Нью-Йорке и Квебеке под руководством Джо Бойда и в условиях спешки, чтобы закончить работу к началу европейского турне и не выйти за рамки бюджета. Альбом содержал такие классические песни сестёр как «Southern Boys», «Walking Song» и «Kitty Come Home» и ретроспективно считается критиками одним из лучших лонгплеев дуэта, наряду с дебютным. Он также стал единственным диском в карьере дуэта, пробившимся в Топ-40 британского хит-парада UK Albums Chart. Записав пластинку сёстры отправились в свой первый крупный тур, выступив среди прочего в Ирландии и Великобритании. Пойдя навстречу Warner Bros. Records, они также сыграли несколько шоу в США, включая концерт в Бостоне, ставший их первым выступлением в Соединённых Штатах в рамках контракта с лейблом после того, как они отказались продолжать работу в местном Inn Square Men’s Bar.

### Последующие работы
Следующий альбом, Pronto Monto (1978), оказался наименее успешной их работой и был записан с новым продюсером — Дэвидом Никтерном. Для этой пластинки характерно экспериментальное сочетание фирменных вокальных гармоний дуэта со стилистикой кантри-рока и поп-элементами, что по задумке сестёр должно было логично развивать идеи их предыдущих работ и одновременно обеспечить им кроссовер в поп-музыку. Эксперимент, однако, не удался и альбом в итоге стал «потерянной записью», которая ни разу не переиздавалась на протяжении почти 40 лет (Pronto Monto впервые появился на CD лишь в 2016 году). После выхода альбома Warner Bros. Records окончательно потерял интерес к сёстрам и разорвал с ними контракт. Получив творческую свободу, они в 1980 году совместно со свои другом, поэтом Филиппом Татартчефф, представили альбом Entre la jeunesse et la sagesse — полностью на французском языке (диск известен также под названием French Record). Эта работа — во многом политический жест: дружеское обращение англоканадцев к франкоканадцам в период активизации Движения за суверенитет Квебека. Пластинка также ознаменовала возобновление сотрудничества сестёр с продюсером Джо Бойдом и вышла на его же лейбле Hannibal Records. Из-за французского языка коммерчески альбом имел ещё меньше смысла чем предыдущие, но его традиционное звучание и богатые гармонии понравились даже не франкоговорящей аудитории, и диск в итоге оказался одной из самых успешных работ дуэта. В том же году сёстры дали концерт в Карнеги-холле и стали предметом документального фильма Канадской государственной службы кинематографии.
В альбоме Love Over and Over (1982) они вернулись к «домашнему» звучанию своей дебютной пластинки, но в сочетании с более современной рок-стилистикой, благодаря приглашённым музыкантам, в частности Марку Нопфлеру, сыгравшему на гитаре в заглавном треке. Сопродюсером альбома выступила старшая сестра Кейт и Анны и по совместительству их бизнес-менеджер Джейн. Хотя альбом был хорошо принят поклонниками, он почти на десятилетие стал последней работой дуэта. В это период сёстры отстранились от рекорд-индустрии, которая упорно пыталась популяризировать их музыку и сделать из них профессионалок, к чему они не были готовы. При этом они сохранили стабильный круг фанатов и посещаемость концертов. Во время перерыва сёстры сочиняли музыку для кино, телевидения, театральных постановок, занимались воспитанием детей и писали новые песни. В 1990 году они вернулись с модерновым фолк-альбомом Heartbeats Accelerating, записанным под руководством Пьера Маршона, известного работой с Сарой Маклахлан. Диск имел выраженное электронно-синтезированное звучание в духе New Age. Выпущенный в более традиционном стиле альбом Matapedia (1996) вернул дуэту внимание широкой аудитории и среди прочего включал композицию Анны «Going Back to Harlan», записанную ранее Эммилу Харрис на лонгплее Wrecking Ball (1995). В итоге этот диск получил премию «Джуно».
Их следующий альбом, The McGarrigle Hour (1998), имел традиционное фолк-звучание и был записан в неформальной обстановке с участием Марты и Руфуса Уэйнрайт (дочери и сына Кейт), а также друзей семьи Макгерриглов — Харрис, Линды Ронстадт и Бойда. Диск включал как оригинальные песни, так и интерпретации работ других авторов, в частности, Сонни Джеймса и Ирвинга Берлина. За него дуэт снова получил премию «Джуно». Аналогичная семейная концепция легла затем в основу рождественского альбома сестёр, The McGarrigle Christmas Hour (2005). Помимо этого, в 2003 году дуэт представил свой второй альбом полностью на французском языке La vache qui pleure. В этот период сёстры также установили традицию рождественских концертов в Канаде и нью-йоркском Карнеги-холле с членами семьи и друзьями. В разные годы к ним на этих мероприятиях присоединялись Лори Андерсон, Лу Рид, Энони, Харрис, Джимми Фэллон, Джастин Бонд, а также Тедди, Камила и Линда Томпсоны.

### Смерть Кейт Макгерригл
В 2006 году у Кейт была диагностирована редкая форма рака — светлоклеточная саркома. В 2008 году она основала специальный фонд Kate McGarrigle Fund при Университете Макгилл для исследования и лечения этой болезни. Последним концертом дуэта Kate & Anna McGarrigle стало рождественское выступление в Альберт-холле 9 декабря 2009 года, деньги от которого пошли в данный фонд. Кейт Макгерригл умерла в Монреале 18 января 2010 года в возрасте 63 лет.
В последующие годы родственники и друзья организовали серию трибьют-концертов в Лондоне, Нью-Йорке и Торонто с участием Анны Макгерригл, Эммилу Харрис, Норы Джонс, Broken Social Scene, Марка Ронсона, Ричарда и Линды Томпсон, Ника Кейва и Нила Теннанта. Семья и друзья также продолжили традицию рождественских выступлений. В 2012 году была создана самостоятельная благотворительная организация Kate McGarrigle Foundation для борьбы с саркомой.
После распада дуэта были выпущены: альбом неизданных ранее записей разных лет ODDiTTiES (2010); переиздание первых двух альбомов дуэта с редкими демозаписями Tell My Sister (2011); концертный фильм и концертный альбом Sing Me the Songs: Celebrating the Works of Kate McGarrigle (2013), запечатлевшие состоявшиеся ранее выступления в честь Кейт.

## Специфика творчества

### Отношения с индустрией
Несмотря на амбиции продюсеров и рекорд-компаний, сёстры избегали попадания в «машину по производству звёзд» и не хотели становиться частью рутинной коммерческой схемы «запись-турне-запись». Принципы, по которым работал музыкальный бизнес, были для них не комфортными: они не хотели подстраиваться под чужие желания, а финансовая расточительность рекорд-лейблов, по их мнению, соблазняла и привязывала к себе артистов, которые потом с трудом могли отказаться от такого образа жизни. Когда за Анной рекорд-компания прислала лимузин, чтобы отвезти из Нью-Йорка на Philadelphia Folk Festival, то добравшись до места, она попросила водителя припарковаться подальше, поскольку ей было неудобно появляться из роскошного автомобиля. Кейт же в свою очередь быстро поняла, что букеты цветов, которые преподносятся как подарок «благодарного» рекорд-лейбла в гримёрку артистам после концертов, на самом деле оплачиваются за счёт самого же исполнителя. «Анна и я всегда на шаг позади от той карьеры, которую для нас приготовили рекорд-компании и пресса», — отмечала Кейт.
Помимо этого, у сестёр на пике карьеры были маленькие дети и семьи, которых они ставили на первое место, стараясь проводить максимум времени дома в Канаде. Поэтому дуэт устранялся от интенсивной работы над продвижением своей музыки, что вызывало недовольство рекорд-лейблов. В начале карьеры дуэт отказался от важного тура в поддержку дебютного альбома из-за беременности Кейт, а большинство их последующих концертов представляли собой разовые и незаметные «вылазки» из Монреаля на несколько дней. Из-за нестандартного музыкального стиля и песен на двух языках их творчество не поддавалось чёткой маркетинговой категоризации, а сами сёстры отказывались специально подстраивать свою музыку под коммерческие форматы. Они не собирались становиться знаменитыми и поэтому легко отстранялись от музыкального бизнеса при первой необходимости. Как отмечала Кейт: «Единственные амбиции, которые у нас когда-либо были, чтобы то, что мы делаем считалось хорошим». Сёстры никогда не нанимали профессионального менеджера и эти функции выполняла их старшая сестра Джейн.
В итоге ранний коммерческий потенциал дуэта так не был реализован, и ни один из их альбомов, кроме Dancer with Bruised Knees, не имел значимого успеха в американских или британских чартах. Наибольших финансовых высот Макгерриглы добились как авторы песен, которые записывали другие музыканты — прежде всего Линда Ронстадт («Heart Like a Wheel») и Мария Малдор («The Work Song»). Также кавер-версии их композиций исполняли такие артисты как Эммилу Харрис, Элвис Костелло, Джуди Коллинз, Марианна Фейтфулл, Нана Мускури и Билли Брэгг.

### Стиль и материал
Хотя Kate & Anna McGarrigle редко гастролировали, их выступления были прежде всего семейными мероприятиями. На сцене сёстры придерживались свободной манеры исполнения и поведения, которую пресса называла «любительской», «небрежной» и «домашней», отмечая неуверенность, неловкий юмор, неорганизованность, технические неполадки и друзей Кейт и Анны, которые ходят со сцены в зал и обратно. Сёстры и их музыканты принципиально не уделяли особого внимания репетициям материала, полагаясь на импровизации, интуитивность и элемент сюрприза. Впрочем именно в такой подаче критики и поклонники зачастую видели шарм и самобытность коллектива. Музыкантов сёстры набирали в основном из числа друзей, знакомых и родственников, которые, как и они сами, пели и играли на разных инструментах: фиддле, гитаре, банджо, мандолине, фортепиано, аккордеоне. Иногда к ним присоединялась их третья сестра Джейн, Лили Лэнкен и Дэйн Лэнкен (дочь и муж Анны соответственно), а также дети Кейт — Руфус и Марта Уэйнрайт, которые позже стали самостоятельными артистами.
Сёстры также известны своими вокальными гармониями и в перерывах между записью собственных дисков в качестве приглашённых вокалисток они появлялись в альбомах таких артистов как Линда Ронстадт, Мария Малдор, The Chieftains, Эммилу Харрис, Джоан Баэз и Жиль Виньо. Музыка дуэта опирается на английские, шотландские, ирландские и аппалачские традиции и популярные песни, на которых сёстры выросли (прежде всего, композиции Стивена Фостера). Также в их произведениях присутствует влияние таких музыкантов как Пит Сигер и Боб Дилан. Для песен также характерна простота, эмоциональность, непринуждённость и «деревенские» аранжировки, контрастирующие с имиджевой коммерческой популярной музыкой. Композиции часто эксцентричны и содержат резковатый и язвительный юмор. Песни дуэта обычно затрагивают темы семьи, друзей, любви, детей, старения и повседневных радостей — возвращения домой или прогулок с возлюбленными. Типичный сеттинг песен: родные края, семейная обстановка, работа. Тема любви часто вписана в бытовые ситуации, например, в песне «I Eat Dinner» Кейт рассуждает о потерянной любви, глядя на остатки пищи, которые она доедает за ужином, а в «Matapedia» сёстры описывают случай, когда бывший возлюбленный Кейт перепутал её 17-летнюю дочь Марту с ней самой.
В конечном счёте, согласно книге The Encyclopedia of Popular Music под редакцией британского автора музыкальных справочников Колина Ларкина, творчество сестёр Макгерригл имеет моментально узнаваемое звучание — с самобытным гармоническим сплавом голосов и колкими текстами песен, бросающими вызов ожиданиям публики. Как отмечает в этом же свете издание Folk and Blues: The Encyclopedia американского коллеги Ларкина Ирвина Стамблера, на протяжении карьеры канадский дуэт шёл собственной музыкальной дорогой, никогда раболепно не подражая кому-либо в попытке примкнуть к тому или иному популярному стилю, и за подобное иконоборчество сёстры были любимы своими верными поклонниками лишь сильнее.

### Значение и наследие
Британская газета The Telegraph поставила Kate & Anna McGarrigle на 29-е место в составленном ей списке The 60 Greatest Female Singer-Songwriters of All Time (2018). Американский журнал Rolling Stone включил сестёр в свой перечень 50 Greatest Canadian Artists of All Time (2023) за № 16, как один из лучших фолк-поп-дуэтов всех времён, сочетавший «домотканую теплоту с горько-сладкой красотой и весёлой иронией». В собственном гайде по альбомам (2004) издание описало Маккгериглов, с их специализацией на «терпких, мелодичных песнях, сочетающих резонанс фолка с эмоциональной непосредственностью повседневной жизни», как, вероятно, лучшую команду авторов-исполнителей из тех, что когда-либо были проигнорированы публикой в США.
Американский музыкальный критик Роберт Кристгау назвал первые два альбома дуэта — Kate & Anna McGarrigle и Dancer with Bruised Knees — культовыми и классическими пластинками, отметив, что именно они являются главной причиной, по которой в адрес Кейт сразу после её смерти хлынула такая волна почестей, словно скончалась Марлен Дитрих. В свою очередь британский журнал Uncut в 2023 году включил дебютную пластинку сестёр в подготовленный его сотрудниками путеводитель The 500 Greatest Albums of the 1970s …ranked! (позиция № 468), обозначив её как альбом, где фолк-пуризм, остроумие и обаяние, сомкнулись с достойными Бродвея мелодиями и мейджор-лейбл-продакшном. Этот же диск попал за № 265 в британский справочник All Time Top 1000 Albums (1998) Колина Ларкина и в аналогичное издание американского музыкального критика Тома Муна 1,000 Recordings to Hear Before You Die (2008). Кроме того, последний выпушенный при жизни Кейт лонгплей дуэта, The McGarrigle Christmas Hour, в 2019 году вошёл в скомпонованный журналом Rolling Stone список 40 Essential Christmas Albums.
Участницы шведского фолк-дуэта First Aid Kit, сёстры Клара и Йоханна Сёдерберг, рассказывая о повлиявших на них пластинках (в рубрике My Life In Music журнала Uncut), назвали диск Kate & Anna McGarrigle альбомом, который показал им «силу сестринских гармоний». «Я считаю его классикой вне времени», — резюмировала Йоханна.

## Награды и номинации
| Год  | Награда                                            | Категория                                     | Номинант                         | Итог      | Прим.  |
| ---- | -------------------------------------------------- | --------------------------------------------- | -------------------------------- | --------- | ------ |
| 1976 | Melody Maker's Albums of the Year                  | Rock Album of the Year                        | альбом Kate & Anna McGarrigle    | Победа    | [ 73 ] |
| 1977 | Stereo Review's Record of the Year Awards          | Record of the Year Awards for 1976            | альбом Kate & Anna McGarrigle    | Победа    | [ 74 ] |
| 1993 | Орден Канады                                       | Члены ордена Канады                           | Кейт Макгерригл, Анна Макгерригл | Победа    | [ 75 ] |
| 1997 | Премия «Джуно»                                     | Best Roots & Traditional Album: Group         | альбом Matapedia                 | Победа    | [ 76 ] |
| 1997 | NAIRD's Indie Awards                               | Best Contemporary Folk Album                  | альбом Matapedia                 | Победа    | [ 77 ] |
| 1999 | Премия «Джуно»                                     | Best Roots & Traditional Album: Group         | альбом The McGarrigle Hour       | Победа    | [ 76 ] |
| 2002 | Медаль Золотого юбилея королевы Елизаветы II       | —                                             | Кейт Макгерригл, Анна Макгерригл | Победа    | [ 75 ] |
| 2004 | Премия генерал-губернатора                         | Lifetime Artistic Achievement (Popular Music) | дуэт Kate & Anna McGarrigle      | Победа    | [ 78 ] |
| 2005 | ASCAP Foundation Awards                            | Lifetime Achievement Award in Folk Music      | дуэт Kate & Anna McGarrigle      | Победа    | [ 79 ] |
| 2006 | SOCAN Awards                                       | Lifetime Achievement Award                    | дуэт Kate & Anna McGarrigle      | Победа    | [ 80 ] |
| 2008 | Canadian Folk Music Awards                         | Classic Canadian Album                        | альбом Kate & Anna McGarrigle    | Номинация | [ 81 ] |
| 2010 | Mojo Awards                                        | Roots Award                                   | дуэт Kate & Anna McGarrigle      | Победа    | [ 82 ] |
| 2012 | Медаль Бриллиантового юбилея королевы Елизаветы II | —                                             | Анна Макгерригл                  | Победа    | [ 75 ] |
| 2016 | Slaight Family Polaris Heritage Prize              | 1976—1985 Albums (выбор жюри)                 | альбом Kate & Anna McGarrigle    | Победа    | [ 83 ] |

## Состав и музыканты
- Кейт Макгерригл — вокал, клавишные, банджо, гитара, аккордеон
- Анна Макгерригл — вокал, клавишные, банджо, гитара, аккордеон[1]

Аккомпанирующая группа сестёр в основном состояла из друзей, родственников и членов их семьи. Среди них в разные годы были: Хаим Танненбаум (вокал, мандолина, гармошка), Дэйн Лэнкен (бэк-вокал и труба), Пэт Дональдсон (бас), Джерри Конвэй (ударные, перкуссия), Кен Пирсон (клавишные), Эндрю Коуэн (гитара), Джоел Цифкин (скрипка), Жиль Лозье (скрипка), Горди Адамсон (ударные), Джейн Макгерригл (вокал, фортепиано) и Мишель Пепен (бас).

## Личная жизнь
Кейт Макгерригл с 1971 до 1976 года была женой американского певца Лаудона Уэйнрайта — третьего. Она также является матерью американо-канадских исполнителей Руфуса и Марты Уэйнрайт. Анна Макгерригл была замужем за журналистом Дэйном Лэнкеном и тоже имеет двух детей — Лили и Салливана Лэнкен. У Кейт и Анны также есть третья, старшая сестра — Джейн Макгерригл, которая иногда аккомпанировала и подпевала дуэту, была их бизнес-менеджером и сопродюсером альбома Love Over and Over. В 2015 году Анна и Джейн выпусти книгу мемуаров о своей семье — Mountain City Girls: The McGarrigle Family Album.

## Дискография

### Альбомы
| Год  | Название                                        | Позиции в чартах   | Позиции в чартах   | Позиции в чартах       | Позиции в чартах     | Позиции в чартах         |
| Год  | Название                                        | Еженедельные чарты | Еженедельные чарты | Еженедельные чарты     | Еженедельные чарты   | Ежегодные чарты          |
| Год  | Название                                        | КАН RPM 100 Albums | ВЕЛ UK Albums      | ВЕЛ Independent Albums | ШВЕ Veckolista Album | КАН Cancon Albums (1991) |
| ---- | ----------------------------------------------- | ------------------ | ------------------ | ---------------------- | -------------------- | ------------------------ |
| 1976 | Kate & Anna McGarrigle                          | —                  | —                  | —                      | 27                   | —                        |
| 1977 | Dancer with Bruised Knees                       | 43                 | 35                 | —                      | —                    | —                        |
| 1978 | Pronto Monto                                    | —                  | —                  | —                      | —                    | —                        |
| 1980 | Entre la jeunesse et la sagesse (French Record) | —                  | —                  | —                      | —                    | —                        |
| 1982 | Love Over and Over                              | —                  | —                  | —                      | —                    | —                        |
| 1990 | Heartbeats Accelerating                         | 61                 | —                  | —                      | —                    | 42                       |
| 1996 | Matapedia                                       | —                  | —                  | —                      | —                    | —                        |
| 1998 | The McGarrigle Hour                             | —                  | —                  | 36                     | —                    | —                        |
| 2003 | La vache qui pleure                             | —                  | —                  | —                      | —                    | —                        |
| 2005 | The McGarrigle Christmas Hour                   | —                  | —                  | —                      | —                    | —                        |
| 2022 | Tant le Monde: Live in Bremen/Germany, 2005     | —                  | —                  | —                      | —                    | —                        |

### Синглы
| Год  | Название                                                                            | Позиции в чартах           | Позиции в чартах | Позиции в чартах | Альбом                                          |
| Год  | Название                                                                            | КАН RPM Contemporary Adult | НИД Top 40       | НИД Top 100      | Альбом                                          |
| ---- | ----------------------------------------------------------------------------------- | -------------------------- | ---------------- | ---------------- | ----------------------------------------------- |
| 1976 | «Complainte Pour Ste. Catherine»                                                    | —                          | 17               | 18               | Kate & Anna McGarrigle                          |
| 1976 | «Kiss and Say Goodbye»                                                              | —                          | —                | —                | Kate & Anna McGarrigle                          |
| 1978 | «Pronto Monto»                                                                      | —                          | —                | —                | Pronto Monto                                    |
| 1980 | «Mais Quand Tu Danses»                                                              | —                          | —                | —                | Entre la jeunesse et la sagesse (French Record) |
| 1982 | «Love Over and Over»                                                                | —                          | —                | —                | Love Over and Over                              |
| 1982 | «Move Over Moon»                                                                    | —                          | —                | —                | Love Over and Over                              |
| 1982 | «Sun, Son (Shining On the Water)»                                                   | 25                         | —                | —                | Love Over and Over                              |
| 1985 | «A Place In Your Heart»                                                             | —                          | —                | —                | Feed The Folk (различные артисты)               |
| 1990 | «Heartbeats Accelerating»                                                           | —                          | —                | —                | Heartbeats Accelerating                         |
| 1998 | «Green Green Rocky Road» (при участии Эммилу Харрис и Лаудона Уэйнрайта — третьего) | —                          | —                | —                | The McGarrigle Hour                             |
| 2003 | «Petite Annonce Amoureuse»                                                          | —                          | —                | —                | La vache qui pleure                             |

### Видеоальбомы
| Год  | Название                                            | Позиции в чартах         |
| Год  | Название                                            | ШВЕ Veckolista DVD Album |
| ---- | --------------------------------------------------- | ------------------------ |
| 1999 | The McGarrigle Hour                                 | —                        |
| 2009 | A Not So Silent Night (с Руфусом и Мартой Уэйнрайт) | 10                       |

### Сборники
| Год  | Название       | Содержимое                                                                    |
| ---- | -------------- | ----------------------------------------------------------------------------- |
| 2010 | ODDiTTiES      | - неизданные ранее треки                                                      |
| 2011 | Tell My Sister | - Kate & Anna McGarrigle - Dancer with Bruised Knees - неизданные ранее треки |

## Полезные ссылки
- Полная версия фильма Kate and Anna McGarrigle  на YouTube (National Film Board of Canada, 1981)
- Сюжет о Kate & Anna McGarrigle на YouTube (программа The Fifth Estate, 1977)